# La ferida lluminosa
La ferida lluminosa és una obra de teatre en tres quadres i un epíleg, original de Josep Maria de Sagarra, estrenada al teatre Romea de Barcelona, la nit del 18 de novembre de 1954.

## Repartiment de l'estrena
- Isabel: Maria Vila
- Adela: Teresa Cunillé
- Dionísia: Carme Contreras
- El doctor Enric Molins: Ramon Duran
- El pare Ernest Molins: Josep Castillo i Escalona
- El pare Aguilar: Carles Lloret
- El pare Mora: Domènec Vilarrasa
- L'intrús: Pere Gimier
- Director: Esteve Polls

## Crítica
L'obra de Sagarra cal situar-la en el marc de la literatura catòlica europea que, vinculada als corrents filosòfics i teològics del moment, optava per plantejar els conflictes de la consciència individual en relació amb les demandes concretes de la vida i els requeriments de la fe. La formulació de Sagarra va resultar prou ortodoxa, dins dels paràmetres del catolicisme espanyol dels anys cinquanta, i prou efectiva en els seus recursos dramàtics per esdevenir un dels èxits de taquilla més grans del teatre català de postguerra i un dels títols més habituals en els repertoris dels teatres d'aficionats de la darrera meitat del segle xx. L'obra va tenir una versió al castellà, signada per José M. Pemán, que es va estrenar al Teatro Lara de Madrid (20-12-1955). La companyia d'Irene López Heredia la va presentar a Buenos Aires. D'acord amb el testimoni del mateix Sagarra, hi va haver una estrena a Mèxic i l'emissió de la versió anglesa, traduïda per Walter Starkie, a través de la BBC. La ferida lluminosa va ser la primera peça dramàtica en català que va emetre TVE dins la programació del circuit català amb la realització de Jaume Picas (27-10-1964), i també ha tingut dues adaptacions cinematogràfiques: la primera la va dirigir Tulio Demicheli el 1956, i la segona, José Luis Garci el 1997.
Representada de nou, setanta anys després a la sala Cincómonos de Barcelona, en una nova adaptació teatral Dirigida per Jaume Najarro i Protagonitzada per Carme Capdet, Eduard Benito, Jaume Najarro, Pep Durán, Ariadna De Guzmán i Ainhoa Barceló.